# Peperyn

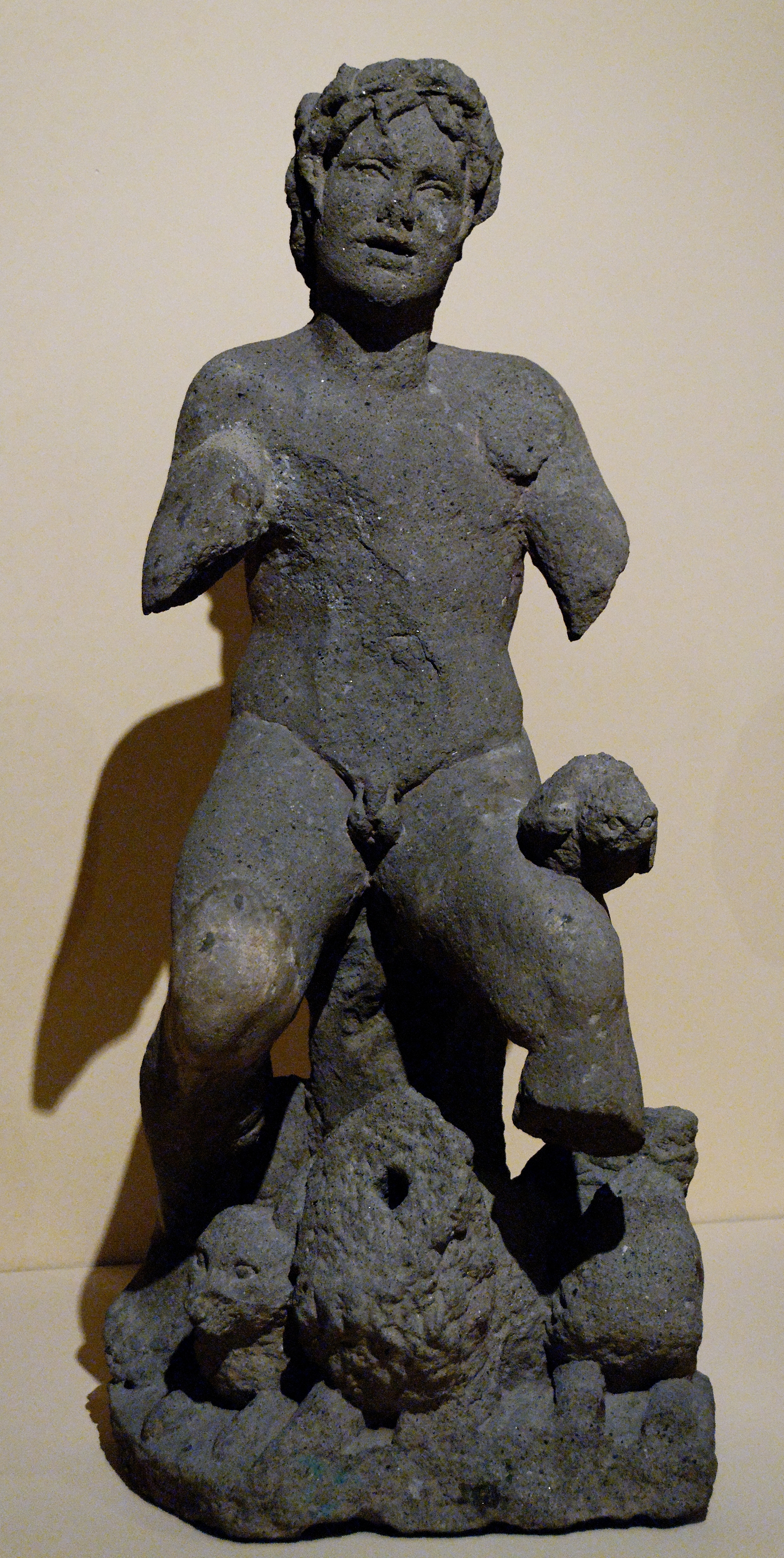
Figura z peperynu

Peperyn (wł. peperino) – skała magmowa, występuje na różnych obszarach środkowych Włoch. Typowa dla regionu Vitorchiano i Soriano nel Cimino (Prowincja Viterbo) oraz Gór Albańskich (Kampania Rzymska). Składa się z fragmentów trachitu lub tefrytu i zawiera leucyt w różnych proporcjach. Najczęściej spotykany kolor to ciemno nakrapiana szarość. Obecnie stosowana do wyrobu okładzin ściennych, kostki brukowej, progów i schodów.